# 쓰즈라사와촌
쓰즈라사와촌(葛籠沢村)은 야마나시현 니시야쓰시로군에 있던 촌이다. 현재의 이치카와미사토정 쓰즈라사와에 해당한다.

## 역사
- 1889년 7월 1일 - 정촌제 시행에 의해, 근세이후의 쓰즈라사와촌이 단독으로 지자체를 형성하였다.
- 1951년 4월 1일 - 구스호촌, 이와마촌, 미야하라촌, 가모가리쓰무기촌, 오치이촌과 합병해 로쿠고촌이 성립하여, 동일 쓰즈라사와촌은 폐지되었다.
- 1954년 4월 1일 - 로쿠고촌이 정으로 승격해 로쿠고정이 되었다.
- 2005년 10월 1일 - 로쿠고촌, 이치카와다이몬정, 미타마정, 로쿠고정과 합병해 이치카와미사토정이 성립하였다.

## 참고문헌
- 角川日本地名大辞典 19 山梨県